# Tančírna v Račím údolí
Tančírna v Račím údolí, dříve Georgshalle, je secesní restaurace s tanečním sálem, která se nachází v Račím údolí u Javorníka v Rychlebských horách. Původně chátrající stavba, jejímž majitelem je nově obec Bernartice, byla po rekonstrukci znovuotevřena 24. července 2015.

## Historie
Za výstavbou objektu tančírny, která sloužila jako taneční sál, restaurace a penzion stál vratislavský biskup Georg von Kopp, po němž byla také stavba pojmenována Georgshalle. Stavební práce probíhaly v letech 1906–1907 na místě zbourané parní pily. Kolem tančírny byl rovněž vybudován park. Tančírna poté byla oblíbeným výletním místem pro obyvatele Javorníka i okolních obcí, k čemuž přispívaly i další zařízení v Račím údolí (např. celkem pět výčepních či restauračních objektů). Tančírna svému účelu sloužila až do 2. světové války, ale tancovačky zde probíhaly ještě v 50. letech 20. století.

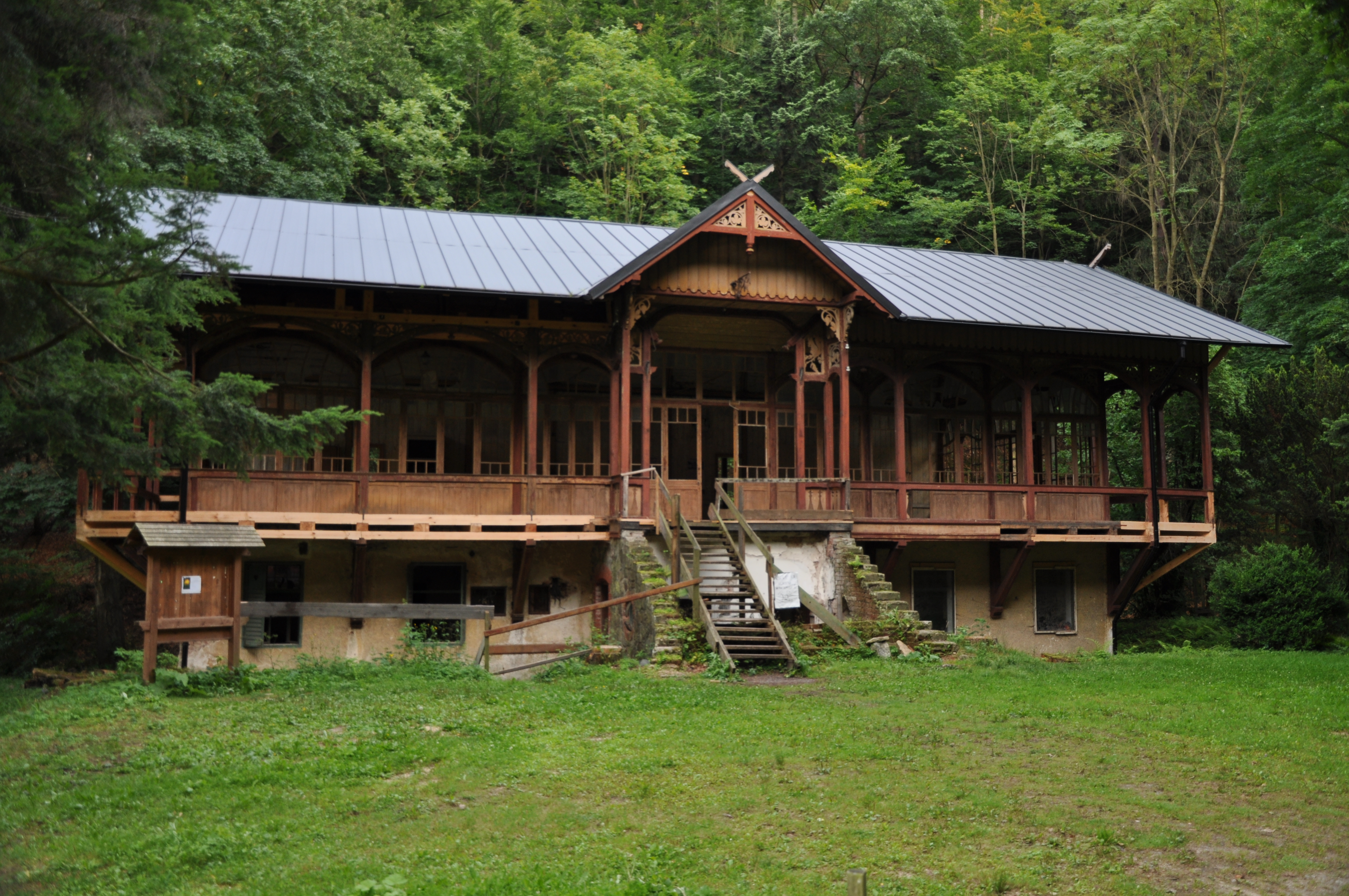
Stav tančírny v roce 2014 (před zahájením rekonstrukce)

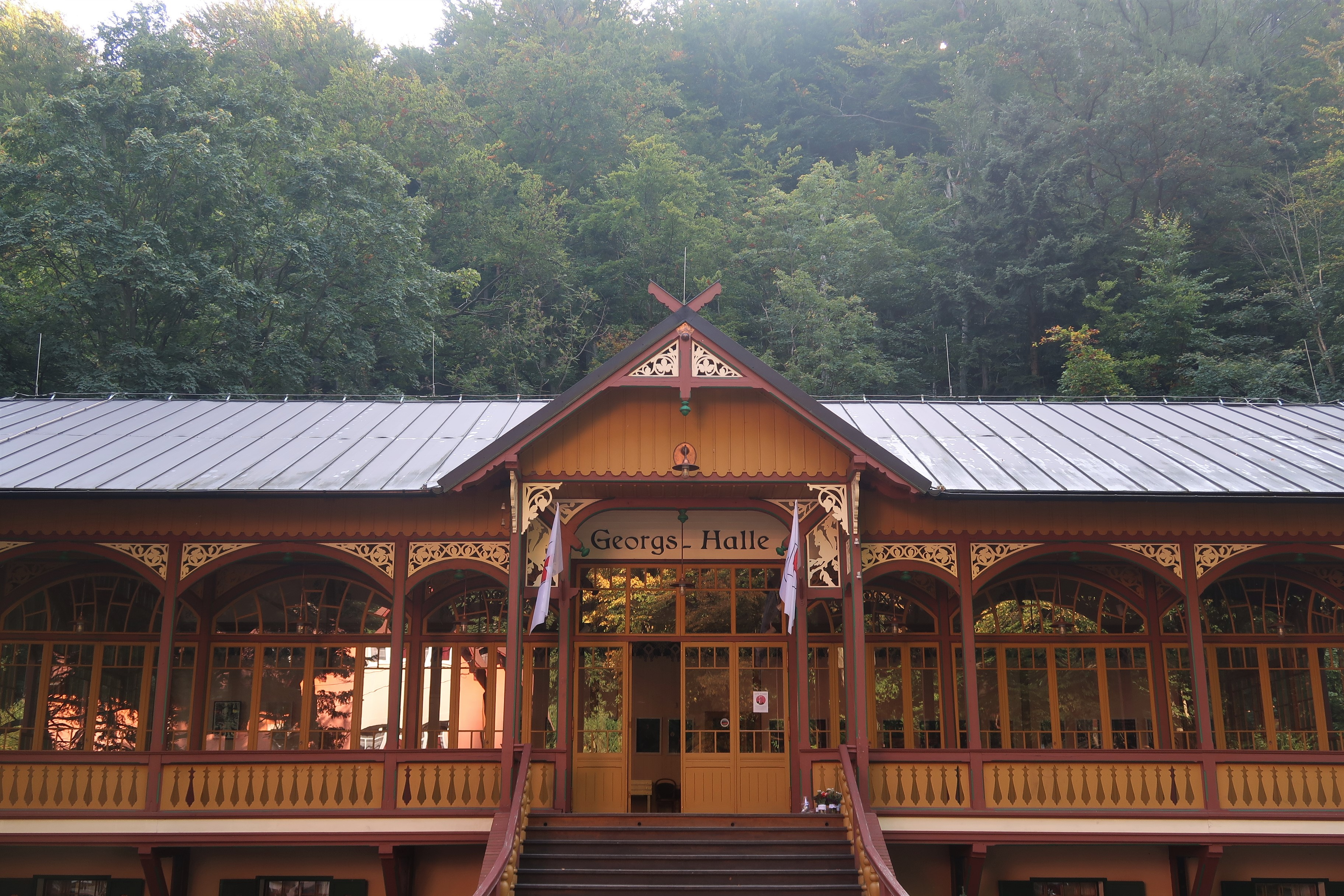
Detail průčelí po rekonstrukci

Stavba byla ve vlastnictví katolické církve do roku 1954, poté se stala majetkem československého státu, konkrétně spadala pod správu školského odboru Okresního národního výboru v Jeseníku. V následujících desetiletích se vystřídalo několik vlastníků: Československé státní lesy, Jednotné zemědělské družstvo a nakonec České dráhy. Po roce 2000 o odkoupení a přestěhování tančírny uvažovala nejdříve Ostrava (stavba měla být umístěna v blízkosti Slezskoostravského hradu) a posléze Loučná nad Desnou, ale z obou záměrů sešlo. V roce 2007 objekt koupila od Českých drah obec Bernartice. Obci se podařilo získat dotaci na obnovu zchátralého objektu až v roce 2014 a téhož roku byla zahájena rekonstrukce do původního stavu, která trvala do léta následujícího roku. V současné době se v Tančírně konají kulturní a společenské akce, jako jsou koncerty, výstavy, přednášky, taneční večery a literární čtení.